# Жихлава
Жихлава (словен. Žihlava) — поселення в общині Светий Юрій-об-Щавниці, Помурський регіон, Словенія. Висота над рівнем моря: 194 м.